# 액션히어로 (영화)
《액션히어로》는 2021년에 개봉한 대한민국의 영화이다.

## 캐스팅
- 이석형 : 주성 역
- 이주영 : 선아 역
- 김재화 : 차 교수 역
- 장인섭 : 재우 역
- 이세준 : 찬열 역